# Giorgi Cimakuridze
Giorgi Cimakuridze (gruz. გიორგი ციმაკურიძე; ur. 10 listopada 1983 w mieście Czchorocku) – gruziński piłkarz, grający na pozycji pomocnika lub obrońcy, reprezentant Gruzji.

## Kariera piłkarska

### Kariera klubowa
Karierę piłkarza Cimakuridze zaczynał w klubie ze swojego rodzinnego miasta w 1991 roku. W klubie z Czchorocku grał do roku 1998, kiedy przeniósł się do drugoligowej ukraińskiej Stali Ałczewsk, po trzech latach został sprzedany do zespołu wicemistrza Ukrainy Szachtara Donieck. Tam nie zdołał przebić się do podstawowego składu i wrócił do Stali. W 2007 przeniósł się do Illicziwca Mariupol, a w październiku tamtego roku do Zorii Ługańsk. W sierpniu 2009 podpisał kontrakt ze słowackim klubem MŠK Žilina.

### Kariera reprezentacyjna
Występował w młodzieżowej reprezentacji Gruzji.